# عائلة أجنيلي
عائلة أجنيلي ( النطق الإيطالي: ‎[aɲˈɲɛlli]‏ ) هي سلالة أعمال إيطالية متعددة الصناعات أسسها جيوفاني أجنيلي ، أحد المؤسسين الأصليين لشركة فيات للسيارات التي أصبحت أكبر مصنع في إيطاليا ،  فابريكا إيطاليانا أوتوموبيلي تورينو (فيات). كما أنها معروفة في المقام الأول بالأنشطة الأخرى في صناعة السيارات من خلال الاستثمار في فيراري (1969) ولانسيا (1969) وألفا روميو (1986) وكرايسلر ، وقد استحوذت شركة فيات على الأخيرة بعد أن تقدمت بطلب للإفلاس في عام 2009. تشتهر عائلة أجنيلي أيضًا بإدارة نادي يوفنتوس الإيطالي لكرة القدم وامتلاكه الأغلبية منذ تحول النادي إلى شركة عامة محدودة في عام 1967.  معظم أفراد العائلة هم أصحاب مصلحة في شركة جيوفاني أجنيلي المملوكة للقطاع الخاص ، والتي بدورها تمتلك حصة مسيطرة في الشركة القابضة المدرجة في البورصة ايكسور .
وقد وصفت الأسرة في بعض الأحيان في العالم الناطق باللغة الإنجليزية بأنها«عائلة كينيدي من إيطاليا» لدورهم في تاريخ البلاد المعاصر ونشاطهم المحسوبية في الفن الحديث وفي الرياضة. اعتبارا من عام 2020 ، تألفت عائلة أجنيلي الممتدة من حوالي مائتي عضو.

## فهرس
- Tranfaglia, Nicola; Zunino, Pier Giorgio (1998). Guida all'Italia contemporanea, 1861–1997 (بالإيطالية). Garzanti. Vol. 4. ISBN:978-88-11-34204-5.